# Ефетов, Семён Борисович
Семён Бори́сович Ефе́тов (1872, Одесса, Херсонская губерния — сентябрь 1959, Симферополь) — советский востоковед и лингвист, доцент Крымского педагогического института имени М. В. Фрунзе.

## Биография

### Ранние годы и образование
Родился в 1872 году в Одессе в караимской семье. С 1882 года жил в Санкт-Петербурге. В 1894 году получил свидетельство зрелости в Санкт-Петербургской десятой гимназии. Поступил на факультет восточных языков Императорского Санкт-Петербургского университета, где учился вместе с будущим караимским гахамом С. М. Шапшалом по арабско-персидско-турецко-татарскому разряду. Во время обучения совершил поездку в Константинополь для практического изучения османского языка. По возвращении написал сочинение на тему «Воитель султан Сары Салтык», за которое был удостоен факультетской медали. В 1898 году в течение трёх месяцев путешествовал по Сирии и Ливану, где познакомился с бытом и нравами местных арабов, арабской и древнегреческой архитектурой. Окончив в 1899 году университет, работал в собственной типографии в Санкт-Петербурге (Невский пр., 160 / Перекупной пер., 1). В 1913 году посетил Северный Египет.

### Научно-педагогическая деятельность
Во время революции в Петрограде давал частные уроки восточных языков. В конце 1922 года переехал в Симферополь, где занялся научно-педагогической деятельностью. По рекомендации профессора А. Н. Самойловича был принят на должность преподавателя географии Востока восточного факультета Крымского государственного университета имени М. В. Фрунзе. Впоследствии работал преподавателем арабского и татарского языков на факультете крымскотатарского языка и литературы Крымского педагогического института и научным сотрудником Центрального музея Тавриды. Также преподавал татарский язык и в средних школах Симферополя. Являлся активным членом Симферопольского культурно-просветительского караимского кружка, в котором читал лекции по караимской истории. С 1923 года был действительным членом Таврического общества истории, археологии и этнографии (бывшей Таврической учёной архивной комиссии), где выступал с докладами: «К вопросу о происхождении караимов» (1924) и «Песни крымских татар» (1927; в соавторстве с В. И. Филоненко). Совместная с Филоненко работа была напечатана в «Известиях Таврического общества истории, археологии и этнографии». В ней помещены 12 песен крымских татар и одна песня крымских караимов с переводом на русский язык и комментариями авторов. 
Во время немецко-фашистской оккупации Симферополя передал директору Крымского краеведческого музея А. И. Полканову данные по караимскому языку, которые легли в основу статьи о караимах для предоставления её оккупационным властям в лице оберштурмфюрера СС Альфреда Карасека. Эта статья, в которой Полканов обосновывал тюркское происхождение народа, по некоторым оценкам, сыграла немаловажную роль в спасении крымских караимов от уничтожения нацистами по национальному признаку.
После войны трудился преподавателем латыни на кафедре русского языка Крымского педагогического института.
Умер в сентябре 1959 года в Симферополе и похоронен на местном караимском кладбище. Часть книжной коллекции С. Б. Ефетова по ходатайству В. И. Филоненко была передана в Научную библиотеку Крымского педагогического института имени М. В. Фрунзе.

### Семья
Был женат на Розалии Ефетовой. Имели дочь Эсфирь и сына Бориса. Внук — Константин Борисович Ефетов (1950—2021), учёный-физик.

## Труды
- Песни крымских татар / С. Б. Ефетов, В. И. Филоненко // Известия Таврического общества истории, археологии и этнографии. — 1927. — Т. 1 (58). — С. 69—84.
- Крымские караимы в свете этнологических данных[a].

### Комментарии
1. ↑  В 1992 году статья хранилась в фонде караимских материалов архива Бахчисарайского государственного историко-культурного заповедника[20].